# Estación de Sevilla-Majarabique
Sevilla-Majarabique, también denominada Majarabique-Estación, es una terminal logística ferroviaria situada en el municipio español de Sevilla, en la provincia de Sevilla. Las instalaciones forman parte de la red de Adif y se encuentran dedicadas a funciones logísticas para el tráfico de mercancías.

## Situación ferroviaria
La estación se encuentra situada en el punto kilométrico 563,2 de la línea férrea de ancho ibérico Alcázar de San Juan-Cádiz, a 11,63 metros de altitud sobre el nivel del mar. Antiguamente también constituía la estación cabecera de la línea Sevilla-Huelva, de ancho ibérico. En las cercanías de la estación también se encuentran situados varias bifurcaciones y ramales del área de Sevilla.

## Historia
El Plan de Enlaces Ferroviarios de Sevilla, de 1971, preveía la reorganización de la red que existía en Sevilla y la centralización de los servicios ferroviarios, con la supresión de las distintas estaciones existentes. En la zona de Sevilla-Santa Justa se encontraba situada una estación dedicada al tratamiento de mercancías y a servicios logísticos de RENFE. No sería hasta finales de la década de 1980 cuando, de cara a las obras de la Exposición Universal de 1992, los servicios de mercancías fueron sacados del casco urbano y trasladados a las afueras, a las estaciones de La Negrilla y Majarabique. El nuevo complejo ferroviario de Majarabique fue inaugurado el 23 de abril de 1990 y tuvo un coste de 1607 millones de pesetas. Majarabique se concibió como depósitos y como una estación de clasificación y ordenación de trenes de mercancías, mientras que el tráfico principal de mercancías se concentró en La Negrilla.
En enero de 2005, con la división de RENFE en Renfe Operadora y Adif, las instalaciones pasaron a depender de esta última.